# Партерний сквер (Ужгород)
Па́ртерний сквер — парк-пам'ятка садово-паркового мистецтва місцевого значення в Україні. Розташований у місті Ужгороді Закарпатської області, при вулиці Гойди та площі Народній. 
Площа 5 га. Статус надано згідно з рішенням Закарпатського облвиконкому від 18.11.1969 року, № 414, та від 25.07.1972 року, № 243. Перебуває у віданні Ужгородської міської ради. 
Статус надано з метою збереження скверу, що складається з двох частин. Зростають дерева і кущі різних видів. Цінний для естетичних, рекреаційних і освітньо-виховних цілей. 

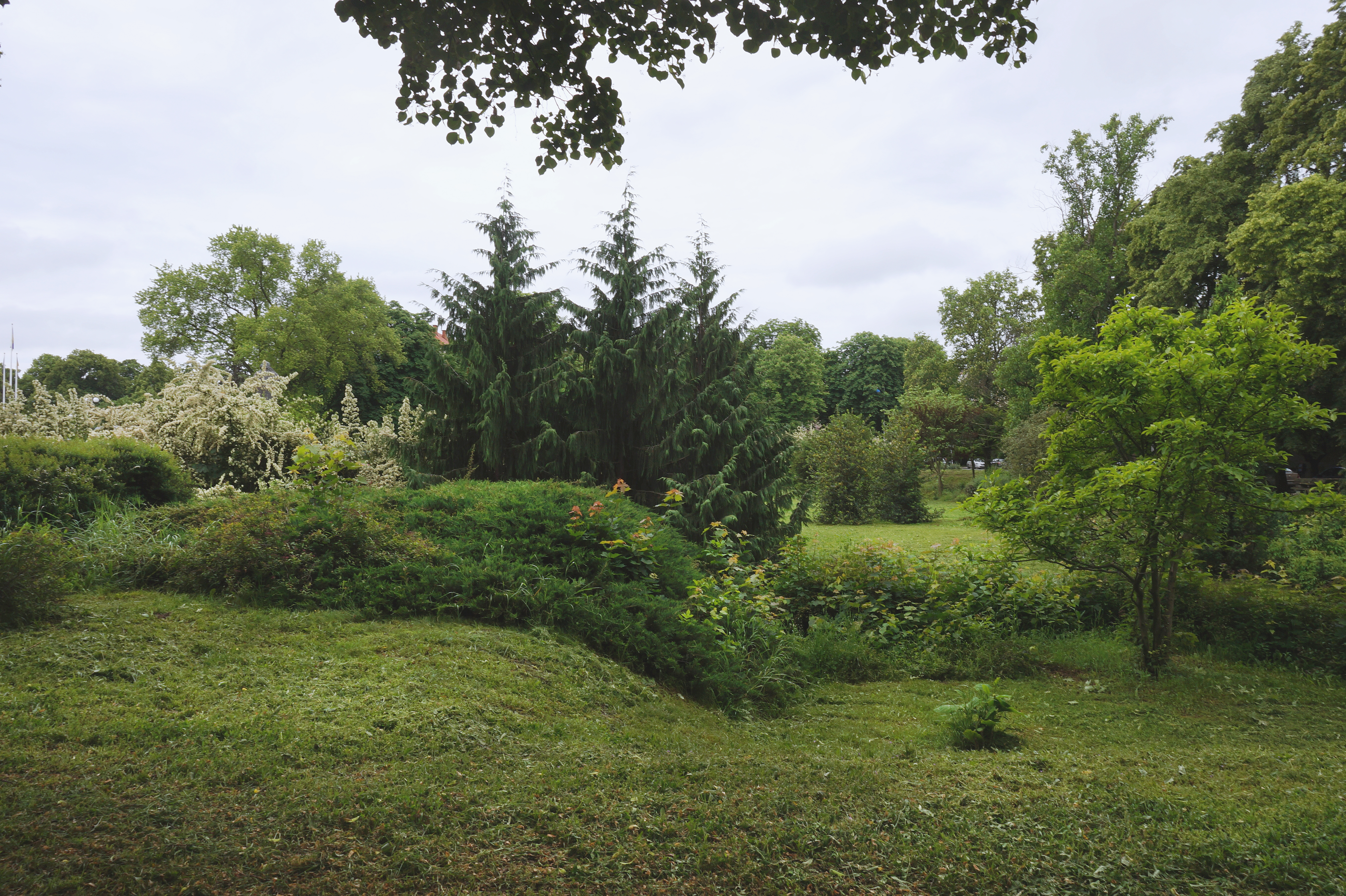
Рослинність скверу
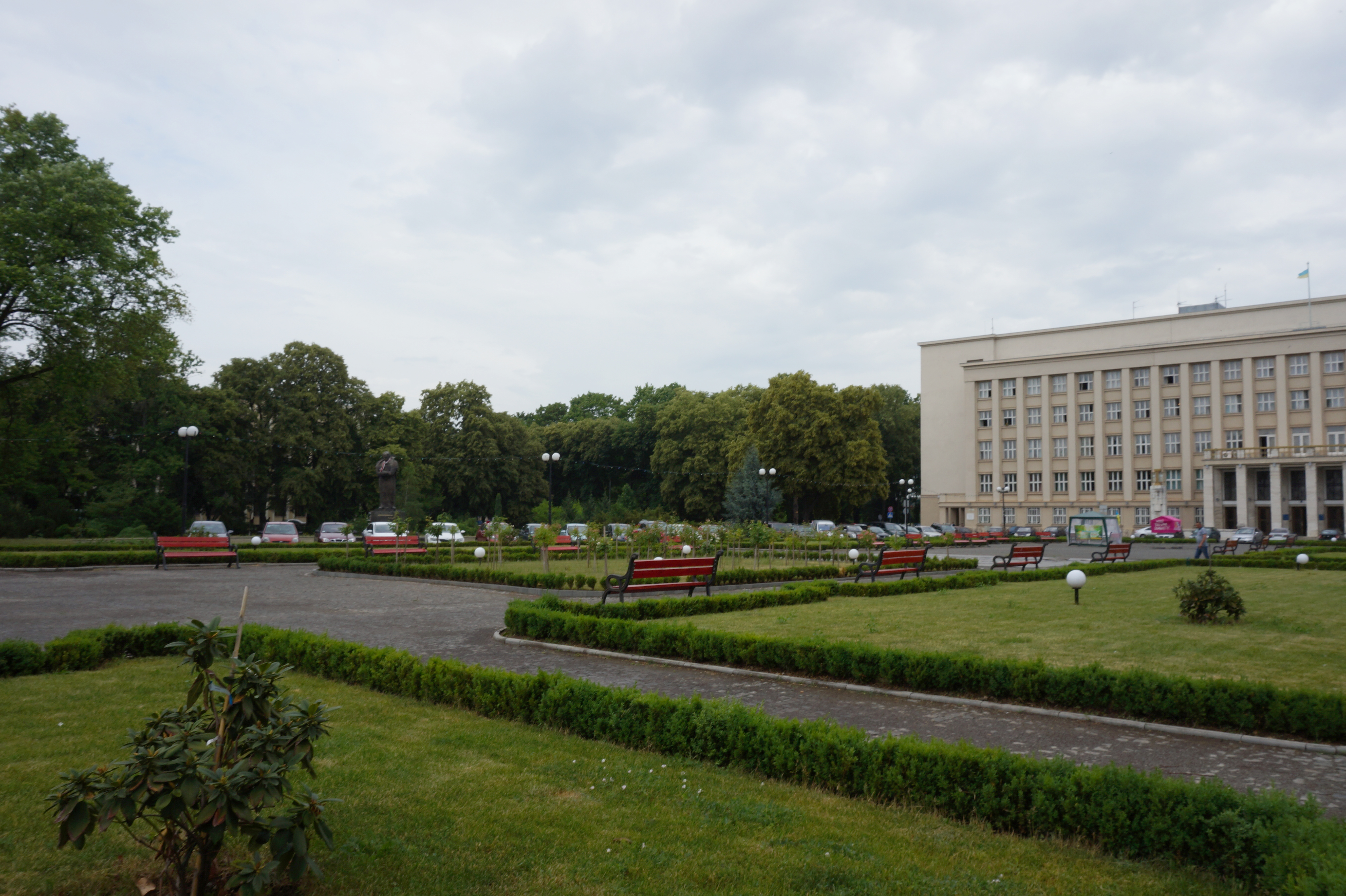
Сквер та будинок Закарпатської ОДА
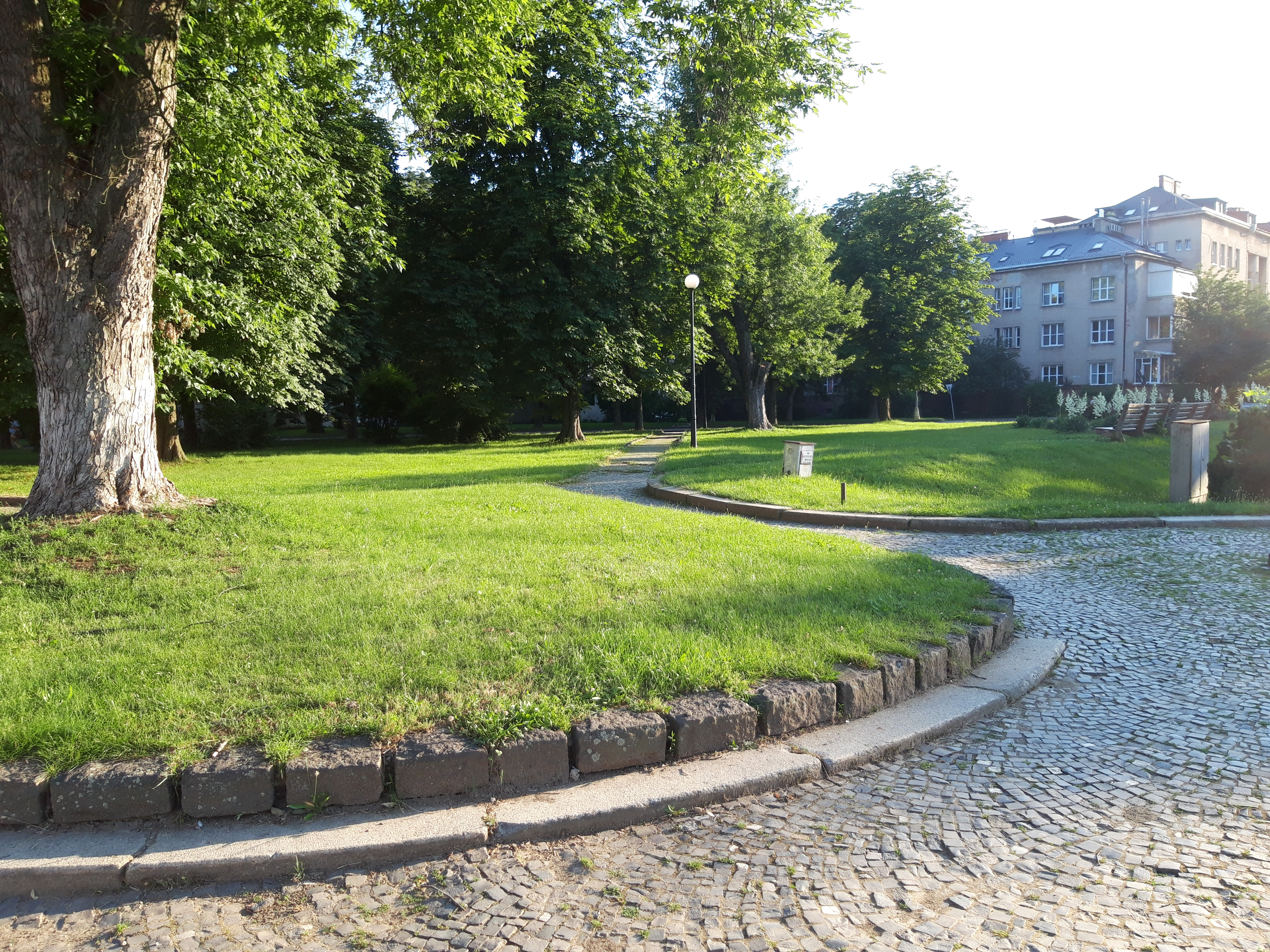
Доріжка у сквері
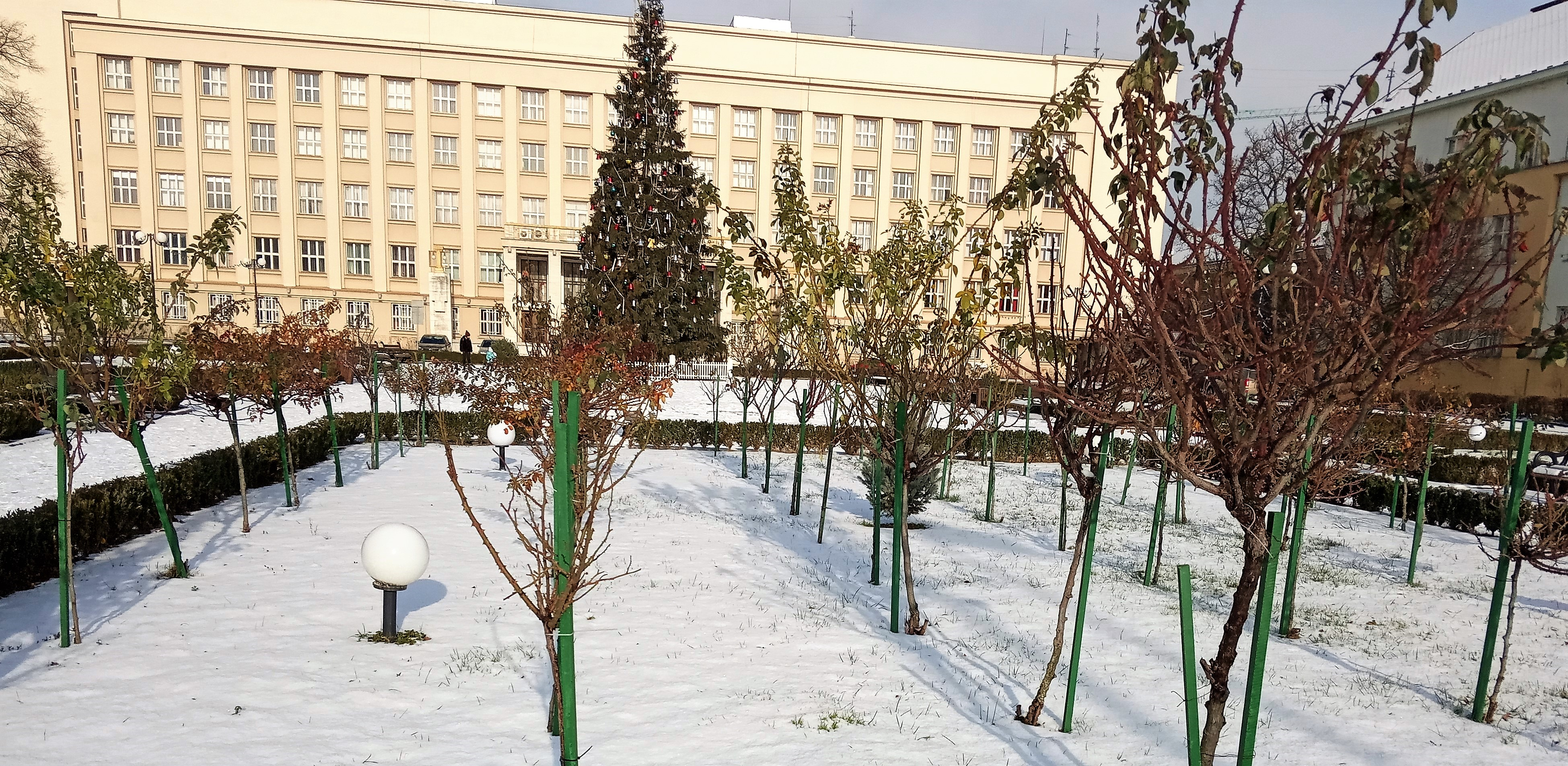
Сквер та будинок Закарпатської ОДА (задній план) взимку
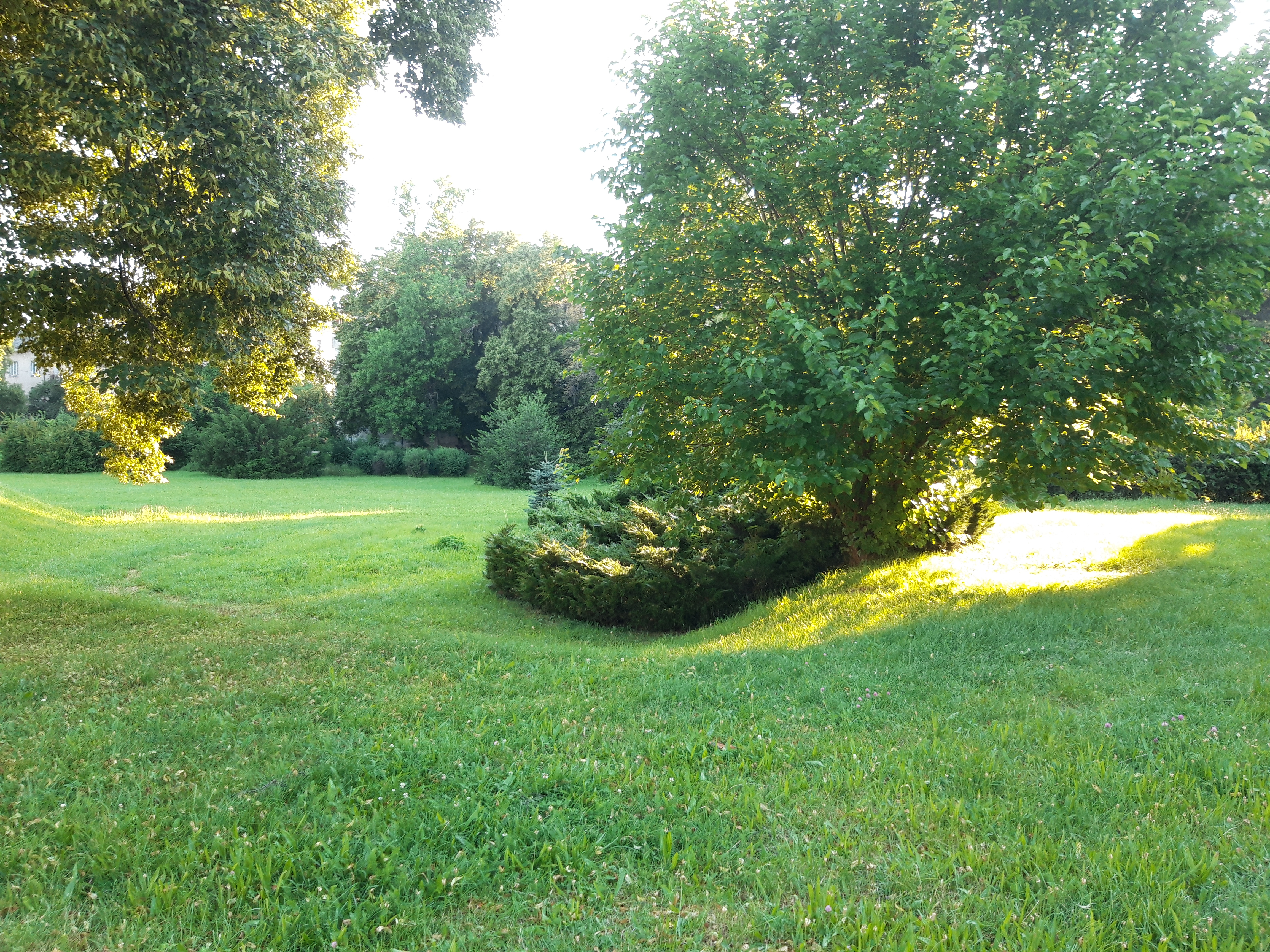
Рослинність та ландшафт скверу